# 池上惇
池上 惇（いけがみ じゅん、1933年〈昭和8年〉8月20日 - ）は、日本の経済学者。専門は、財政学・文化経済学。学位は、博士（経済学）（京都大学・1997年）（学位論文『現代経済学と公共性策』）。京都大学名誉教授、福井県立大学名誉教授。大阪府大阪市出身。

## 略歴
- 1956年：京都大学経済学部卒業
- 1961年：京都大学大学院経済学研究科博士課程単位取得満期退学
- 1964年：京都大学経済学部助教授
- 1977年：京都大学経済学部教授
- 1986年：京都大学経済学部長（1988年まで）
- 1994年：文化経済学会会長（1996年まで）[2]
- 1997年：福井県立大学大学院経済・経営学研究科教授
- 2001年：京都橘女子大学（現：京都橘大学）文化政策学部長・教授
- 2012年：瑞宝中綬章受章[3]

## 人物
- 池上四郎元大阪市長三男・久道の次男。文仁親王妃紀子の親戚[要出典]。
- 豊崎稔門下[4]。

## 著作

### 単著
- 『国家独占資本主義論』（有斐閣、1965年）
- 『日本の国家独占資本主義』（汐文社、1968年）
- 『現代日本資本主義の基本構造』（汐文社、1972年）
- 『現代資本主義財政論』（有斐閣、1974年）
- 『現代資本主義経済の基礎理論』（世界思想社、1974年）
- 『財政危機と住民自治』（青木書店、1976年）
- 『国家独占資本主義論争』（青木書店、1977年）
- 『アメリカ資本主義の経済と財政』（大月書店、1978年）
- 『地方財政論』（同文館、1979年）
- 『現代国家論』（青木書店、1980年）
- 『日本経済論』（同文館、1981年）
- 『民主主義日本の憲章』（大月書店［科学全書7］、1983年）
- 『地域づくりの教育論』（青木書店、1983年）
- 『管理経済論』（有斐閣、1984年）
- 『減税と地域福祉の論理』（三嶺書房、1984年）
- 『情報化社会の政治経済学』（昭和堂、1985年）
- 『人間発達史観』（青木書店、1987年）
- 『財政学――現代財政システムの総合的解明』（岩波書店、1990年）
- 『文化経済学のすすめ』（丸善［丸善ライブラリー］、1991年）
- 『生活の芸術化――ラスキン、モリスと現代』（丸善［丸善ライブラリー］、1993年）
- 『財政思想史』（有斐閣、1994年）
- 『情報社会の文化経済学』（丸善［丸善ライブラリー］、1996年）
- 『文化と固有価値の経済学』（岩波書店、2003年）
- 『勇気を出して人生を創ろう―昭和1ケタ生まれの教育人生』（地人舎、2010年）
- 『文化と固有価値のまちづくり――人間復興と地域再生のために』（水曜社、2012年）
- 『文化資本論入門』（京都大学学術出版会、2017年）
- 『学習社会の創造：働きつつ学び貧困を克服する経済を』（京都大学学術出版会、2020年）

### 共著
- （中谷武雄）『知的所有と文化経済学――知的財産権文化が変革する現代経済』（実教出版、2004年）

### 共編著
- （重森暁・植田和弘）『地方財政論』（有斐閣［有斐閣ブックス366］、1990年）
- （山田浩之）『文化経済学を学ぶ人のために』（世界思想社、1993年）
- （植木浩・福原義春）『文化経済学』（有斐閣、1998年）
- （端信行・福原義春・堀田力）『文化政策入門』（丸善［丸善ライブラリー］、2001年）
- （小暮宣雄・大和滋）『現代のまちづくり――地域固有の創造的環境を』（丸善［丸善ライブラリー］、2000年）
- （二宮厚美）『人間発達と公共性の経済学』（桜井書店、2005年）
- （井口貢）『京都・観光文化への招待』（ミネルヴァ書房、2011年）
- （十名直喜）『地域創生の産業システム : もの・ひと・まちづくりの技と文化』（水曜社、2015年）
- （石田一紀・津止正敏・藤本文朗）『長寿社会を生きる：健康で文化的な介護保障へ』（新日本出版社、2019年）